# Cornell University Press

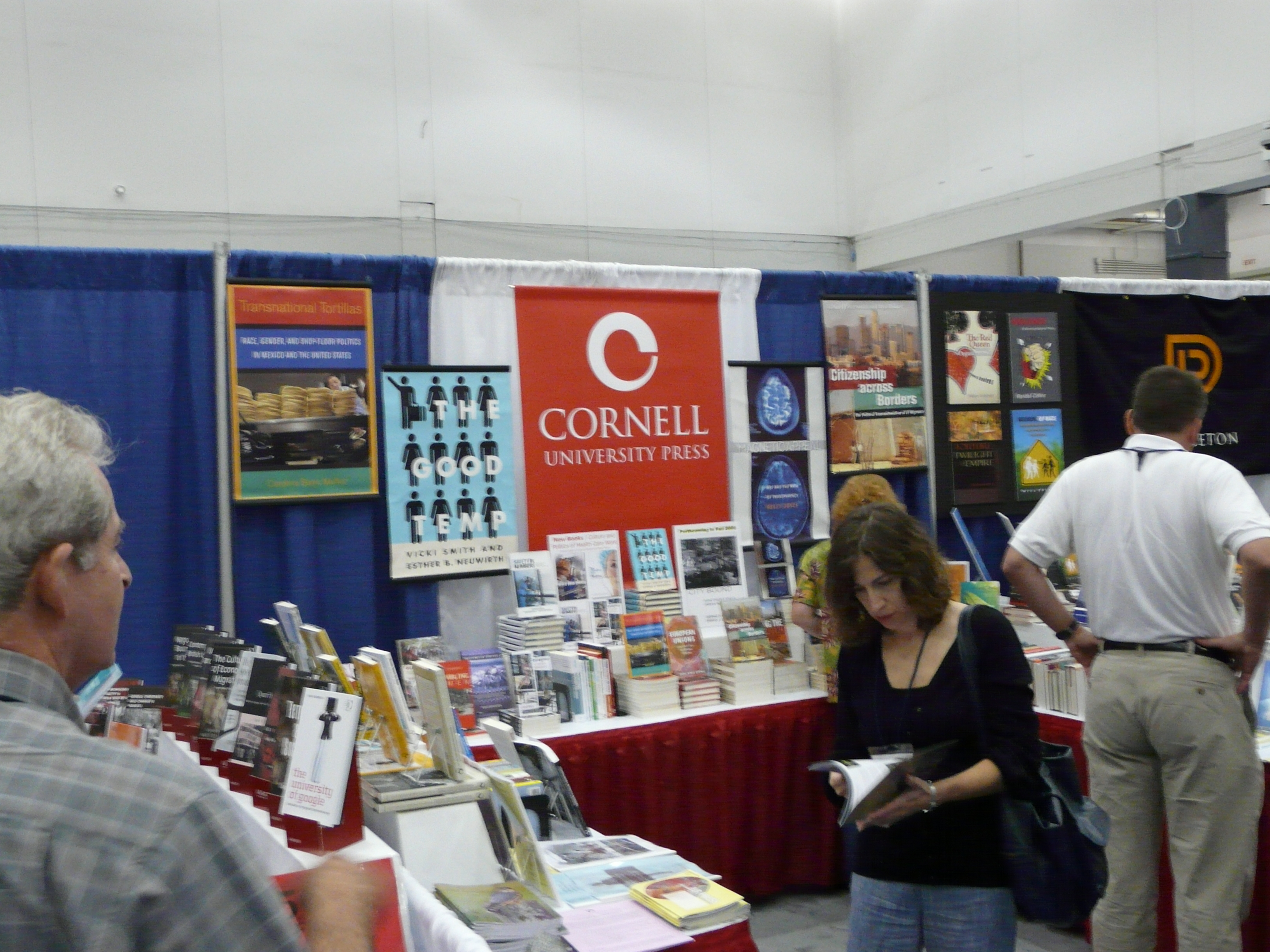
Cornell-Stand auf der ASA Konferenz 2008

Die Cornell University Press in Ithaca, New York ist der älteste Universitätsverlag in den Vereinigten Staaten von Amerika. 
Der Verlag wurde 1869 gegründet, stellte aber vorübergehend von 1884 bis 1930 seine Arbeit ein. Daher wird die Johns Hopkins University Press als ältester durchgehend aktiver US-amerikanischer Universitätsverlag angesehen. Seine Ursprünge hat der Verlag in der Fakultät für Maschinenbau der Cornell University, da sich die dort arbeitenden Ingenieure mit der Druckpresstechnik auskannten. Jedes Jahr werden mehr als 150 Titel verlegt. Damit gehört die Cornell University Press zu den größten Universitätsverlagen des Landes.